# روي ويلسون (لاعب كرة قاعدة)
روي ويلسون (بالإنجليزية: Roy Wilson)‏ هو لاعب كرة قاعدة أمريكي، ولد في 13 سبتمبر 1896، وتوفي في 3 ديسمبر 1969 في كلاريون في الولايات المتحدة.

## وصلات خارجية
- روي ويلسون على موقعبيزبول رفرنس.كوم (الدوري الرئيسي) (الإنجليزية)
- روي ويلسون على موقعبيزبول رفرنس.كوم (الدوري الثانوي) (الإنجليزية)